# Goniorhynchus
Goniorhynchus este un gen de molii din familia Crambidae⁠(d), descris pentru prima dată de Hampson în 1896.

## Specie
- Goniorhynchus butyrosa⁠(d) (Butler, 1879)
- Goniorhynchus calamitalis⁠(d) Snellen, 1898
- Goniorhynchus chalybealis⁠(d) Snellen, 1892
- Goniorhynchus clausalis⁠(d) (Christoph, 1881)
- Goniorhynchus exemplaris⁠(d) Hampson, 1898
- Goniorhynchus flaviguttalis⁠(d) Warren, 1896
- Goniorhynchus gratalis⁠(d) (Lederer, 1863)
- Goniorhynchus gulielmalis⁠(d) Olanda, 1900
- Goniorhynchus hampsoni⁠(d) (Klima, 1939 - nume înlocuitor)
- Goniorhynchus marasmialis⁠(d) Hampson, 1898
- Goniorhynchus marginalis⁠(d) Warren, 1896
- Goniorhynchus obscurus⁠(d) Hampson, 1898
- Goniorhynchus octosema⁠(d) Hampson, 1912
- Goniorhynchus pasithea⁠(d) (Fawcett, 1916)
- Goniorhynchus pectinalis⁠(d) Hampson, 1898
- Goniorhynchus plumbeizonalis⁠(d) Hampson, 1896
- Goniorhynchus salaconalis⁠(d) (Druce, 1895)

## Fosta specie
- Goniorhynchus argyropalis⁠(d) (Hampson, 1908)
- Goniorhynchus lasyguialis⁠(d) Hampson, 1912